# Booker's Guitar
Booker's Guitar är ett musikalbum av bluesmusikern Eric Bibb. Det gavs ut 2010.
Albumet är en hyllning till deltabluesmusikern Booker "Bukka" White. Bibb fick inspiration till titellåten efter att ha fått möjlighet att spela på Whites gitarr, vilken också användes under inspelningen av låten. Utöver Bibb medverkar på albumet munspelaren Grant Dermody.
Booker's Guitar nådde förstaplatsen på Billboards bluesalbumlista.

## Låtlista
Samtliga låtar skrivna av Eric Bibb, om annat inte anges.
1. "Booker's Guitar" - 2:52
2. "With My Maker I Am One" - 3:43
3. "Flood Water" - 4:34
4. "Walkin' Blues Again" - 3:18
5. "Sunrise Blues" - 3:03
6. "Wayfaring Stranger" (traditionell) - 4:42
7. "Train from Aberdeen" - 1:34
8. "New Home" - 3:47
9. "Nobody's Fault But Mine" (Blind Willie Johnson) - 2:11
10. "One Soul to Save" - 3:01
11. "Rocking Chair" - 3:57
12. "Turning Pages" - 2:53
13. "A Good Woman" - 3:14
14. "Tell Riley" - 3:17
15. "A-Z Blues" - 3:14